# Fatima bint Asad
Fatima bint Asad bint Hashim (555 – 626) è stata una delle grandi figure femminili del primo Islam.

## Biografia
Moglie di Abū Ṭālib, tutore di Maometto, e madre di ʿAlī ibn Abī Ṭālib, Fatima fu la seconda donna ad abbracciare l'Islam.
Fatima era nipote di Hashim ibn Abd Manaf e il figlio di lui, Abd al-Muttalib ibn Hashim la volle come sposa per suo figlio Abu Talib.

### I figli
Da Abu Talib ebbe quattro figli maschi - Talib ibn Abi Talib, Ja'far ibn Abi Talib, Aqil ibn Abi Talib e ‘Ali ibn Abi Talib - e due figlie: Fakhita bint Abi Talib e Jumana bint Abi Talib.
Nella sua casa e affidato alle sue cure materne crebbe Maometto, occupandosi più avanti anche di sua figlia Fatima Zahra e per un breve periodo si prese cura anche dei nipoti al-Hasan ibn Ali e al-Husayn ibn Ali.
Dei suoi figli, Fatima amava in particolare Ja‘far per la sua grande somiglianza con il Profeta e la sua estrema intelligenza. Nonostante ciò, a vantaggio dell'Islam sopportò di separarsi da lui e da sua moglie Asma bint Umays, quando la coppia partecipò alla Piccola Egira (614), guidata dallo stesso Ja‘far, che difese i primi Emigranti quando alcuni Meccani si appellarono al Negus perché fossero consegnati loro.

### La morte
La sua morte recò grande dolore a Muhammad. Anas ibn Malik tramandò che quando il Profeta apprese la notizia corse immediatamente a casa di lei e al suo fianco pregò Allah per la sua anima. Pregò di perdonarla e riservarle un posto in paradiso, rivolgendosi a lei come fosse stata sua madre naturale, ricordando di tutte le volte che era rimasta senza cibo pur di nutrirlo, o di tutte le volte in cui s'era amorevolmente presa cura di lui. Si dice che il Profeta rispettasse a tal punto la zia che, ogni volta in cui lei si recava a fargli visita, la riceveva con grande amore e si rivolgeva a lei chiamandola "mamma".
Il Profeta dette la sua veste perché fosse usata come sudario per Fatima quando le donne ebbero finito il lavacro rituale del suo cadavere. Si tramanda, inoltre che quando la tomba fu scavata, egli stesso ve la volle deporre con le sue stesse mani, mettendosi al suo fianco e sussurrandole a lungo delle frasi all'orecchio. 
Quando tutti i musulmani presenti gli dissero di averlo visto fare cose che non aveva mai fatto prima, egli rispose : "È stata a tal punto gentile con me che ogni qualvolta possedeva qualcosa la dava a me invece di usarla per sé e per i suoi figli. Una volta raccontai del Giorno del Giudizio quando tutte le persone si raduneranno nude e lei disse: "Oh, la vergogna!". Così la rassicurai che Allah la avrebbe fatta risorgere con i suoi abiti. Un'altra volta descrissi la compressione della tomba e lei disse: "Oh, la debolezza!". Così le garantii che Allah l'avrebbe salvata. È per questo che le ho dato come sudario la mia veste e l'ho deposta nella sua tomba". 
Fatima fu sepolta nel cimitero del Jannat al-Baqīʿ di Medina.